# 1948년 국가 지도자 목록
이 문서는 1948년의 국가 지도자 목록을 정리한 문서이다.

## 남아메리카
- 베네수엘라
  - 대통령 ―

- 브라질
  - 대통령 ―

- 아르헨티나
  - 대통령 ―

- 우루과이
  - 대통령 ―

- 파라과이
  - 대통령 ―

- 페루
  - 대통령 ―

## 북아메리카
- 멕시코
  - 대통령 ― 미겔 알레만 발데스 (1946 ~ 1952)

- 미국
  - 대통령 ― 해리 S. 트루먼 (1945 ~ 1953)

- 캐나다
  - 총리 ― 윌리엄 라이언 매켄지 킹 (1935 ~ 1948)

- 코스타리카
  - 대통령 ― 테오도로 피카도 (1944 ~ 1948)

- 쿠바
  - 국가 원수 ― 바티스타 (1940 ~ 1952)

## 아시아
- 몽골
  - 대통령 ― 곤치긴 붐첸드 (1940 ~ 1953)

- 브루나이
  - 술탄 ―

- 아프가니스탄 왕국
  - 국왕 ― 무함마드 자히르 샤 (1933 ~ 1973)

- 이스라엘
  - 총리 ― 벤구리온(1948 ~ 1953)

- 오만
  - 술탄 ―

- 파키스탄
  - 대통령 ― I. 미르자 (1947 ~ 1958)

- 인도
  - 대통령 ―
  - 총리 ―

- 인도네시아
  - 대통령 ― 수카르노 (1945 ~ 1967)

- 필리핀
  - 대통령 ―

```
마누엘 로하스
 (1946 ~ 1948)

엘피디오 키리노
 (1948 ~ 1953)
```

- 대한민국
  - 대통령 ― 이승만 (1948 ~ 1960)
  - 국무총리 ― 
    1. 이윤영 (1948)
    2. 이범석 (1948 ~ 1950)

- 조선민주주의인민공화국
  - 국가주석 ―

```
이오시프 스탈린
 (1948) (국가수반대행)

김일성
 (1948 ~ 1994)
```

- - 조선노동당 당수 - 김두봉 (1946 ~ 1949)
  - 총리 ― 김일성 (1948 ~ 1972)

- 일본
  - 천황 ― 쇼와 천황 (1926 ~ 1989)
  - 총리 ―

```
가타야마 데쓰
 (1947 ~ 1948)

아시다 히토시
 (1948)

요시다 시게루
 (1948 ~ 1954)
```

- 중화민국
  - 총통 ― 장제스 (1943 ~ 1949)

## 아프리카
- [[파일:{{{국기그림-1910}}}|22x20px|border |남아프리카 공화국|링크=남아프리카 공화국]] 남아프리카 연방
  - 국왕 ― 조지 6세 (1936 ~ 1952)
  - 총독 ―
  - 총리 ―

- 라이베리아
  - 대통령 ― 윌리엄 터먼 (1944 ~ 1971)

- 에티오피아 제국
  - 군주 ― 하일레 셀라시에 1세 (1941 ~ 1974)

- 스리랑카
  - 대통령 ―
  - 총리 ―

## 오세아니아
- 오스트레일리아
  - 국왕 ― 조지 6세 (1936 ~ 1952)
  - 총독 ―
  - 총리 ―

- 통가
  - 국왕 ― 살로테 투포우 3세 (1918 ~ 1965)
  - 총리 ―

## 유럽
- 그리스 왕국
  - 국왕 ― 파블로스 (1947 ~ 1964)
  - 총리 ―

- 노르웨이
  - 국왕 ― 호콘 7세 (1905 ~ 1957)
  - 총리 ―

- 네덜란드
  - 여왕 ― 빌헬미나 (1890 ~ 1948)
  - 총리 ―

- 덴마크
  - 국왕 ― 프레데리크 9세 (1947 ~ 1972)
  - 총리 ―

- 루마니아 왕국
  - 국왕 ―

- 룩셈부르크
  - 국왕 ― 샤를로트 (1919 ~ 1964)
  - 총리 ―

- 벨기에
  - 국왕 ― 레오폴 3세 (1934 ~ 1951)
  - 총리 ―

- 안도라
  - 공동 영주 ―
  - 총리 ―

- 영국
  - 국왕 ― 조지 6세 (1936 ~ 1952)
  - 총리 ― 클레멘트 애틀리 (1945 ~ 1951)

- 튀르키예
  - 대통령 ― 이스메트 이뇌뉘 (1938 ~ 1950)
  - 총리 ― 하산 사카 (1947 ~ 1949)

- 오스트리아
  - 대통령 - 카를 레너 (1945 ~ 1950)

- 헝가리
  - 국왕 -

- 이탈리아
  - 대통령 ― 
    - 엔리코 데 니콜라 (1948)
    - 루이지 에이나우디 (1948 ~ 1955)

- 핀란드
  - 총리 ―

## 같이 보기
- 2015년 국가 지도자 목록